# Червятка
Червя́тка (бел. Чарвя́тка, Чарвята) — озеро в Полоцком районе Витебской области Белоруссии. Достаточно крупный по площади, но неглубокий водоём, одновременно относящийся к бассейнам рек Полота́ и Со́сница.

## Физико-географическая характеристика
Озеро Червятка расположено в 24 км к северо-востоку от города Полоцк и в 1,5 км к северу от деревни Кульки. Высота водного зеркала над уровнем моря составляет 135,4 м.
Площадь поверхности водоёма составляет 4,25 км², длина — 2,55 км, наибольшая ширина — 2,35 км. Длина береговой линии — 7,8 м. Наибольшая глубина — 2,6 м, средняя — 1,4 м. Объём воды в озере — 6,02 млн м³. Площадь водосбора — 13,7 км².
Котловина остаточного типа, округлой формы. Склоны высотой 5—7 м, пологие, песчаные, покрытые лесом. Береговая линия относительно ровная. Берега низкие (высотой 0,1 м), заболоченные, поросшие лесом и кустарником. С востока к озеру примыкает неширокая заболоченная пойма.
Дно плоское, покрытое слоем тонкодетритового сапропеля средней мощностью около 3 м. Мелководье местами песчаное и песчано-илистое.

## Гидрология
Благодаря небольшой глубине Червятки водная толща в летнее время равномерно прогревается до дна. Насыщение воды кислородом также равномерное. Озеро обладает характерными признаками эвтрофного: минерализация воды — всего 110 мг/л, прозрачность — 0,4 м. Цветность воды — 60°, водородный показатель — 9 (щелочная активная реакция).
Проточность водоёма невысока. На севере вытекает ручей, встроенный в систему мелиорационных каналов и впадающий в Полоту. На юго-востоке присутствует протока в озеро Голо́вец, в свою очередь сообщающееся с рекой Сосница. Таким образом, Червятка относится одновременно к бассейну двух притоков Западной Двины.

## Флора и фауна
Несмотря на эвтрофность и малую глубину, зарастает всего 16 % площади водоёма. Вдоль берега произрастают тростник, камыш, осока, хвощи. Прибрежная растительность формирует полосу шириной от 10 до 80 м, прерывающуюся на юге и востоке. Надводные макрофиты опускаются до глубины 0,7—1 м, подводные — не глубже 1,4 м.
В озере обитают лещ, щука, окунь, карась, плотва, ёрш, линь, краснопёрка и другие виды рыб.

## Хозяйственное и рекреационное использование
На озере проводится промысловый лов рыбы и организовано платное любительское рыболовство. На берегу расположена охотничья база.